# تریبونگا
تریبونگا (به هندی: Tribhanga) یک فیلم سینمایی هندی که در بمبئی، مهاراشترا ساخته شده‌است. این اثر یک فیلم درام خانوادگی است. فیلم توسط رنوکا شاهانه کارگردانی شده و حول محور زندگی سه زن از خانواده، متعلق به نسل‌های مختلف است.

## بازیگران اصلی
- کجول به عنوان آنو
- تانوی عظمی به عنوان نایان
- میتیلا پالکار در نقش ماشا
- کونال روی کاپور[۴]
- Vaibhav Tatwawaadi[۵]
  - ماناو گویل[۶]
- نیشانک ورم[۷]

## تولید

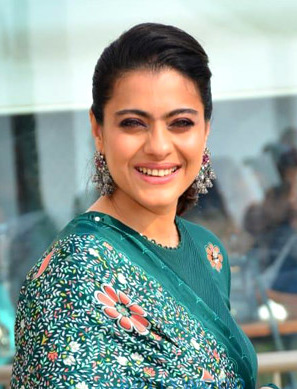
کاجول

این فیلم در اواخر سال ۲۰۱۸ توسط کارگردان رنوکا شاهانه تأیید شد. در تاریخ ۱۰ اکتبر ۲۰۱۹ بازیگران، عوامل و طراحی اصلی اعلام شد.

## فیلمبرداری
فیلمبرداری اصلی از ۱۴ اکتبر ۲۰۱۹ آغاز شد و در ۸ دسامبر ۲۰۱۹ به پایان رسید. این فیلم به‌طور کامل در بمبئی فیلمبرداری شد.